# Малнаш-Бај (Ковасна)
Малнаш-Бај (рум. Malnaș-Băi) насеље је у Румунији у округу Ковасна у општини Малнаш. Oпштина се налази на надморској висини од 563 m.

## Становништво
Према подацима из 2002. године у насељу је живело 503 становника.

### Попис2002.
| Расподела становништва по националности 2002.‍ | Расподела становништва по националности 2002.‍ | Расподела становништва по националности 2002.‍ | Расподела становништва по националности 2002.‍ | Расподела становништва по националности 2002.‍ |
| --------------------------------------------- | --------------------------------------------- | --------------------------------------------- | --------------------------------------------- | --------------------------------------------- |
|                                               |                                               |                                               |                                               |                                               |
| Румуни                                        | Румуни                                        |                                               | 51                                            | 10,2%                                         |
| Мађари                                        | Мађари                                        |                                               | 451                                           | 89,8%                                         |